# الجامعة الإسلامية بالمدينة المنورة

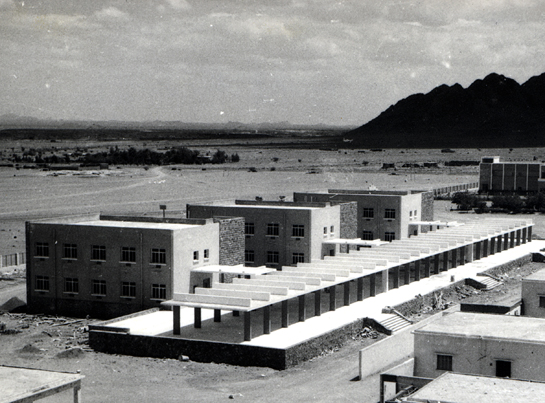
الجامعة الإسلامية في المدينة المنورة سنة 1969م

الجامعة الإسلامية بالمدينة المنورة هي جامعة حكومية سعودية، تقع في المدينة المنورة بالمملكة العربية السعودية. وهي تحت إشراف وزارة التعليم السعودية. تم افتتاحها رسمياً بالمرسوم الملكي الصادر في تاريخ 25 ربيع الأول 1381هـ الموافق 6 سبتمبر 1961م وتعتبر الجامعة المؤسسة الرائدة في العلوم الشرعية والعلمية والتقنية في المملكة العربية السعودية، كما دخلت ضمن قائمة أفضل ألف جامعة على مستوى العالم، بحسب موقع موقع الشركة البريطانية QS، ومنذ تأسيسها حتى عام 2024م، تخرج منها 97,578 شخصاً من أكثر من 170 جنسية، وظلت الجامعة منذ إنشائها تقدم التعليم الجامعي مقتصرًا على الطلاب دون الطالبات.

## نشأة الجامعة
تأسست بموجب المرسوم الصادر من الملك سعود بن عبد العزيز آل سعود في 25 ربيع الأول 1381 هـ الموافق 6 سبتمبر 1962 م بإنشاء جامعة تختص بالعلوم الشرعية والدينية بالمدينة المنورة وأتخذت الجامعة الإسلامية تنظيماً حين تأسيسها من كليتي الشريعة الإسلامية والدعوة وأصول الدين، وتقع مبانيها على ضفة وادي العقيق الغربية جنوبي القصور الملكية على بعد 5كم من الحرم.
وحضر في أول جلسة للمجلس الإستشاري الأعلى للجامعة كل من:
- عبد العزيز بن باز ( السعودية)
- محمد محمود الصواف ( العراق)
- حسنين محمد مخلوف ( مصر)
- عبد الرزاق عفيفي ( مصر)
- أبو الحسن الندوي ( الهند)
- أبو الأعلى المودودي ( باكستان)
- محمد الطاهر بن عاشور ( تونس)
- محمد سالم البيحاني ( اليمن)
- محمد ناصر الدين الألباني ( ألبانيا)
- محمد الأمين الشنقيطي ( موريتانيا)
- محمد بهجة الأثري ( العراق)
- عبد المحسن العباد ( السعودية)
- محمد المبارك ( سوريا)
- داود الغزنوي ( باكستان)
- محمد بهجة البيطار ( سوريا)

## الأهداف
- تبليغ رسالة الإسلام إلى العالم عن طريق الدعوة والتعليم الجامعي والدراسات العليا.
- غرس الروح الإسلامية وتنميتها وتعميق التدين في حياة الفرد والمجتمع.
- إعداد البحوث العلمية وترجمتها ونشرها وتشجيعها في مجالات العلوم الإسلامية والعربية.
- تثقيف من يلتحق بها من طلاب العلم من المسلمين من شتى الأنحاء
- تجميع التراث الإسلامي والعناية بحفظه وتحقيقه ونشره.
- إقامة الروابط العلمية والثقافية بالجامعات والهيئات والمؤسسات العلمية في العالم وتوثيقها لخدمة الإسلام.[7] وكان الرئيس الفخري للجامعة الملك خالد بن عبد العزيز آل سعود، والرئيس الأعلى لها الأمير آنذاك فهد بن عبد العزيز آل سعود ولي العهد ورئيس مجلس الوزراء.[8]

## القيم
- الدَّعوة إلى الإسلام بالحكمة.
- الالتزام بالكتاب والسنة على منهج السَّلف.
- الوسطيَّة.
- الاحتساب.
- الإتقان والجودة.
- التعاون.
- الشفافية.
- الإبداع والابتكار.[9]

## رؤساء الجامعة
- الشيخ محمد بن إبراهيم آل الشيخ 1381-1390هـ
- الشيخ عبد العزيز بن باز 1390-1395هـ
- الشيخ عبد المحسن بن حمد العباد البدر 1395-1399هـ
- د.عبدالله بن عبدالله الزايد 1399-1403هـ
- أ.د.عبد الله بن صالح العبيد 1403-1416هـ
- د.صالح بن عبدالله العبود 1416-1427هـ
- أ.د.محمد بن علي العقلا 1427-1434هـ
- أ.د.عبد الرحمن بن عبد الله السند 1435-1436هـ
- أ.د. إبراهيم بن علي العبيد 1436-1438هـ
- د. حاتم المرزوقي 1438-1440هـ
- د. عبد الله العتيبي 1440-1441هـ
- الأمير أ.د. ممدوح بن سعود بن ثنيان آل سعود 1441-1444هـ
- أ.د. حسن بن عبد المنعم العوفي 1444- 1445هـ.
- د. صالح بن علي العقلا 14 ذو القعدة 1445هـ - حتى الآن.[10]

## الكليات
- كلية الهندسة
  - قسم الهندسة المدنية.
  - قسم الهندسة الميكانيكية.
  - قسم الهندسة الكهربائية.
  - قسم الهندسة الصناعية.
  - قسم الهندسة الكيميائية.
- كلية الحاسب الآلي ونظم المعلومات
  - قسم علوم الحاسب.
  - قسم تقنية المعلومات.
  - قسم علم البيانات.
- كلية العلوم
  - قسم الرياضيات.
  - قسم الفيزياء.
  - قسم الكيمياء.
  - قسم الأحياء.
- كلية اللغة العربية والدراسات الإنسانية
  - قسم اللغويات.
  - قسم الأدب والبلاغة.
  - قسم الإعلام وعلوم الاتصال.
  - قسم اللغات والترجمة.
  - قسم التاريخ والحضارة.
  - قسم التربية.
- كلية الأنظمة والاقتصاد
  - قسم الأنظمة.
  - قسم الاقتصاد.
- كلية الشريعة:
  - قسم الفقه.
  - قسم أصول الفقه.
  - قسم الدراسات القضائية.
- كلية الحديث الشريف
  - قسم فقه السنة.
  - قسم علوم الحديث.
- كلية القرآن الكريم
  - قسم التفسير وعلوم القرآن.
  - قسم القراءات.
- كلية العقيدة والدعوة
  - قسم العقيدة.
  - قسم الدعوة والثقافة الإسلامية.

## المعاهد
- معهد تعليم اللغة العربية لغير الناطقين بها
- معهد البحوث والدراسات الاستشارية

## العمادات
- عمادة القبول والتسجيل
- عمادة شؤون الطلاب
- عمادة الدراسات العليا والبحث العلمي
- عمادة التطوير والجودة
- عمادة التقنية والتعلم الإلكتروني
- عمادة الجودة والاعتماد الأكاديمي
- عمادة التعلم الإلكتروني والتعليم عن بُعد
- عمادة البحث العلمي

## المراكز البحثية
- مركز الابتكار وريادة الأعمال
- مركز الذكاء الاصطناعي
- مركز الشراكات والتبادل المعرفي
- مركز الاستدامة
- مركز ترجمة معاني القرآن الكريم وعلومه

## المراكز الغير بحثية
- مركز الإرشاد الطلاب
- مركز تنمية مهارات طلاب المنح
- المركز الطبي الجامعي
- مركز المبادرات الأكاديمية
- مركز دعم اتخاذ القرار وإدارة البيانات
- مركز الخريجين والتنمية المهنية
- مركز مصادر المعرفة

## مصدر
- الكتاب الوثائقي عن الجامعة الإسلامية، الطبعة الأولى عام 1419
- موقع الجامعة الإسلامية على الإنترنت